# 魔女はホットなお年頃
『魔女はホットなお年頃』（まじょはホットなおとしごろ）は、1970年10月31日から1971年3月27日までNET（現・テレビ朝日）系で毎週土曜日19:30 - 20:00に全22話が放送された、毎日放送・松竹製作のテレビドラマ。

## ストーリー
人間に化けたキツネのコンコが失神して医者に助けられ、その手伝いをしながら得意の魔法で人助けをする。

## スタッフ
- 原作：松井英二（一般公募作品で、毎日放送の脚本賞を受賞している。）
- 脚本：鈴木生朗ほか
- 監督：永塩良輔
- 美術：倉橋利韶

## キャスト
- コンコ：新藤恵美
- 鈴木院長：藤村有弘
- 春子：伊吹友木子
- 一郎：加賀爪清和
- 次郎：加賀爪芳和
- マリコ：奈良富士子
- コンコの父：天王寺虎之助

## 主題歌
「ホットなホットなお年頃」
作詞:山口あかり / 作曲:筒美京平 / 編曲:有明晴樹 / 歌:新藤恵美

## 補足
本作品の放映枠は「魔女シリーズ」と呼ばれ、『奥さまは魔女』の他に『かわいい魔女ジニー』【第2シリーズ】も放映しており、1969年から本作品の放映終了の1971年まで2年に渡り、魔法物のドラマを放映していた。
本作品の後番組は『仮面ライダー』。本作の脚本家である鈴木生朗も、1972年以降仮面ライダーシリーズを手がけた。
放送当時に「週刊少女コミック」で竹宮恵子によるコミカライズが連載されていた（『週刊少女コミック』24 - 37号、1971年1 - 10号）。
コンコは母の形見のペンダントにキスをすることで、様々な魔法が使える。

## 放送局

### 同時ネット
- 毎日放送（製作局）
- NET
- 北海道テレビ放送
- 九州朝日放送
- 瀬戸内海放送

### 時差ネット
- 東北放送：水曜 18:00 - 18:30（1971年1月 - 4月7日）→ 月曜 18:00 - 18:30（1971年4月12日より）[1]
- 山形テレビ：月曜 18:00 - 18:30[2]
- 福島テレビ：日曜 10:00 - 10:30[3]
- 新潟放送：日曜 10:00 - 10:30
- 名古屋テレビ放送：日曜 19:00 - 19:30
- 静岡放送：土曜 17:30 - 18:00
- 岡山放送
- 広島テレビ放送：月曜 12:30 - 13:00[4][5]
- 長崎放送
- 沖縄テレビ放送